# Titkos szeretők
A Titkos szeretők című lemez Benkő Péterrel készült, Szulák Andrea dalai mellett Benkő Péter által előadott versek szólalnak meg.

## Az album dalai[1]
1. Téged (Margit József-Koltay Gergely) 4:00
2. Most még... (Szűts István-Koltay Gergely) 2:49
3. Csak egyszer úgy legyen... (Margit József-Koltay Gergely) 4:22
4. Ha most kérdeznél... (Szűts István-Koltay Gergely) 2:11
5. Életre élet jön (Margit József-Koltay Gergely) 4:00
6. Mondd gondolsz-e rám... (Victor Máté-Koltay Gergely) 3:10
7. Veled mégis (Jenei Szilveszter-Koltay Gergely) 4:16
8. Neked játék, nekem szerelem (Wolfgang Amadeus Mozart-Koltay Gergely) 4:13
9. Nézz reám (Amanda McBroan-Koltay Gergely) 4:19
10. Szeretlek (Koltay Gergely) 3:11
11. Álmunk halála (Marschalkó Zoltán-Koltay Gergely) 3:35
12. Már nem (Koltay Gergely) 2:47
13. Ne menj még (Szűts István-Koltay Gergely) 3:20
14. És úgy (Koltay Gergely) 1:26

## Közreműködtek
- Szulák Andrea - ének (1., 3., 5., 7., 9., 11., 13.)
- Benkő Péter - próza (2., 4., 6., 8., 10., 12., 14.)
- Papadimitriu Athina, Janza Kata, Jenei Szilveszter - ének
- Jenei Szilveszter - gitárok
- Margit József - basszusgitár
- Hetényi Zoltán - dob
- Szabó Miklós - gitár
- Csejtei Ákos - szaxofon
- Rácz Ottó - oboa
- Reményi Eszter - cselló
- Szűts István - billentyűs hangszerek
- Jenei Szilveszter, Margit József, Szabó Csilla - vokál

## videóklip a lemezről
Szulák Andrea - Ne menj még...